# Bufonia multiceps
Bufonia multiceps är en nejlikväxtart som beskrevs av Joseph Decaisne. Bufonia multiceps ingår i släktet Bufonia och familjen nejlikväxter. Inga underarter finns listade i Catalogue of Life.